# António Máximo de Almeida Portugal
António Máximo de Almeida Portugal Soares Alarcão Melo Ataíde Eça Mascarenhas Silva e Lencastre, nascido em 1º de outubro de 1756 e morto em Paris em 4 de maio de 1833, foi 3º Marquês do Lavradio, 6º conde de Avintes. Era filho de Luís de Almeida Portugal Soares de Alarcão de Eça Melo e Silva Mascarenhas, 2º marquês de Lavradio. Senhor de toda a casa e comendas de seu pai.
O título lhe foi concedido por carta de 1791.
Assentou praça de infantaria em 25 de outubro de 1776. Cadete em 31 de janeiro de 1777. Tenente em 6 de abril de 1777. Capitão em 27 de janeiro de 1781 no regimento de Infantaria 4. Promovido a tenente-coronel em 1790, passou ao Regimento de Infantaria de Lippe, n.º 1. Em 16 de dezembro de 1793 abandonou o serviço militar. Passou a deputado da Junta dos Três Estados.
Veador e estribeiro-mor da Princesa do Brasil, D. Maria Benedita de Bragança, a quem acompanhou ao Brasil. Foi mordomo-mor de D. João VI de Portugal. Em 1826 foi nomeado Par do Reino e jurou a Carta Constitucional. Ao ver em 1828 D. Miguel se proclamar rei absoluto, teve que emigrar para a Inglaterra, de onde passou a Bruxelas e a Paris, onde morreu.
Casamento em 16 de julho de 1783 com D. Ana Teles da Silva (1753-1821), dama da rainha D. Maria I e da Ordem de Santa Isabel, 4.ª filha de  Manuel Teles da Silva, 2.º marquês de Penalva e 6.º conde de Vilar Maior, e de sua mulher D. Eugénia Mariana Josefa Joaquina de Meneses e Caminha, condessa de Tarouca, filha única e herdeira de Luís Teles da Silva Caminha e Meneses, conde deste título.
O casamento gerou 14 filhos, embora nem todos tenham sobrevivido. Destacam-se:
- Luís de Almeida Soares Portugal Alarcão Melo Ataíde Mascarenhas Silva e Lencastre, 4º Marquês do Lavradio (1787 - 1812) morto em vida do pai, no Brasil.
- 2.ª filha, Mariana (17 de Agosto de 1785 - )[2]
- 7.º filho, António de Almeida Portugal Soares Alarcão Melo Castro Ataíde Eça Mascarenhas Silva e Lencastre (11 de fevereiro de 1794 - 15 de setembro de 1874) 5º Marquês do Lavradio e 8º Conde de Avintes.
- 8.º filho, Francisco de Almeida Portugal (12 de julho de 1797 - 1 de fevereiro de 1870, Roma) seguia ardentemente o partido constitucional, o único de sua família, sendo feito 2.º conde do Lavradio por D. Maria II de Portugal.
- João Francisco de Almeida Portugal (1803 - 10 de Dezembro de 1861, Mercês, Lisboa) casado com D. Camila Joaquina Cordeiro.